# Boveresse

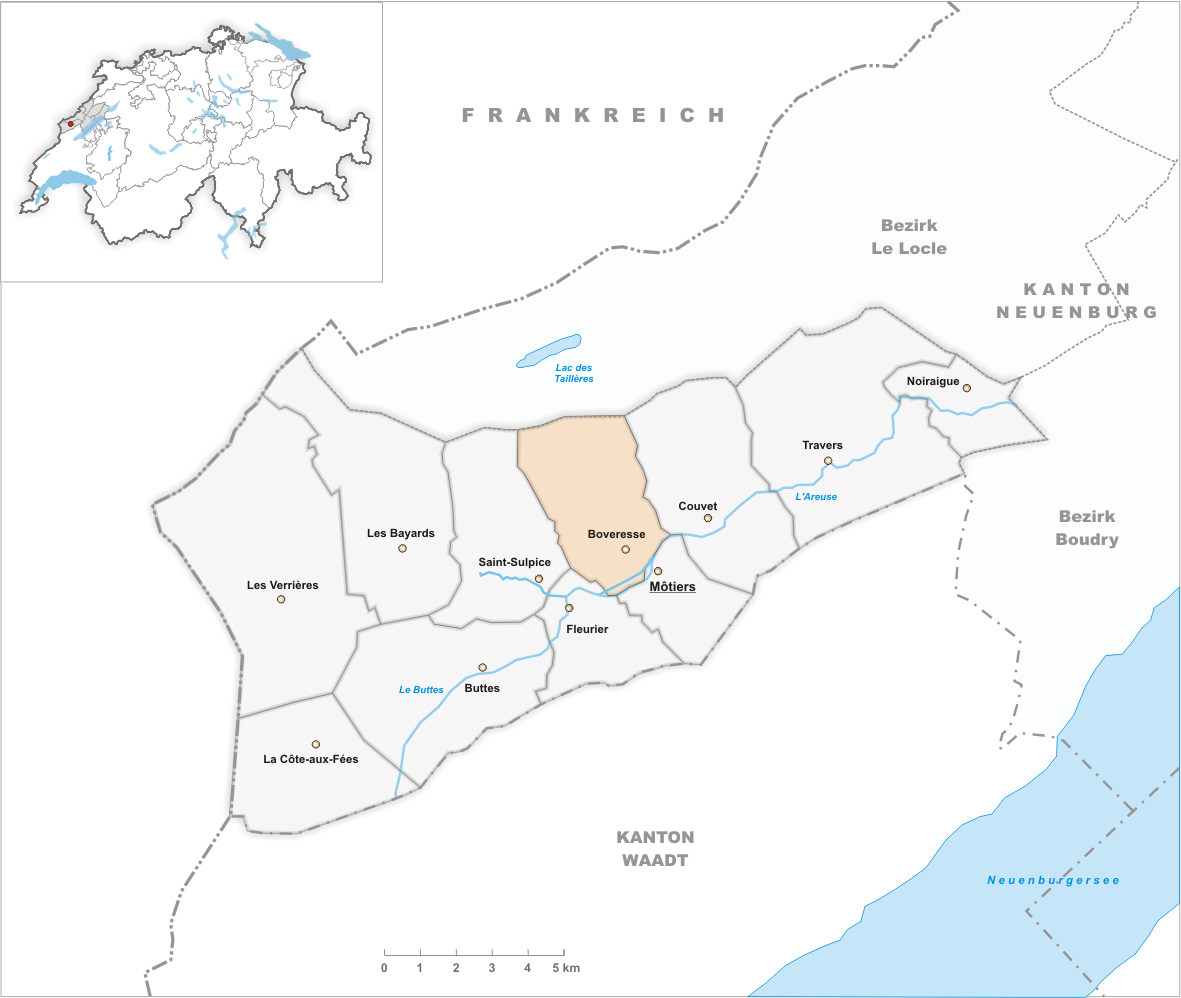
Gemeindestand vor der Fusion am 1. Januar 2009

Boveresse war bis zum 31. Dezember 2008 eine politische Gemeinde im Distrikt Val-de-Travers des Kantons Neuenburg in der Schweiz.
Seit dem 1. Januar 2009 gehört Boveresse zusammen mit Buttes, Couvet, Fleurier, Les Bayards, Môtiers, Noiraigue, Saint-Sulpice und Travers zur neuen Gemeinde Val-de-Travers.

## Geographie
Boveresse liegt auf 735 m ü. M., 26 km westsüdwestlich der Kantonshauptstadt Neuenburg (Luftlinie). Das Dorf erstreckt sich am nördlichen Talrand des Val de Travers gegenüber von Môtiers im Neuenburger Jura.
Die Fläche des 12,9 km² grossen ehemaligen Gemeindegebiets umfasst einen kleinen Abschnitt des hier fast 2 km breiten Val de Travers. Die südliche Grenze bildet die Vieille Areuse, ein ehemaliger Arm der Areuse, die in diesem Bereich korrigiert und begradigt wurde. Das Gemeindegebiet erstreckte sich nach Norden über den flachen Talboden des Val de Travers auf die nördlich angrenzenden Jurahöhen mit der Siedlung Les Sagnettes (61 Einwohner, 1089 m ü. M.) und den Monts de Boveresse mit bis 1213 m ü. M. Ganz im Norden reichte das Gebiet bis auf die Antiklinale, die das Vallée de la Brévine im Süden begleitet. Hier wurde mit 1240 m ü. M. der höchste Punkt von Boveresse erreicht. Nach Nordosten erstreckte sich der Gemeindeboden über den Talkessel des Baches Sucre bis zum Trémalmont (1213 m ü. M.). Auf den Höhen nördlich von Boveresse befinden sich ausgedehnte Jurahochweiden mit den typischen mächtigen Fichten, die entweder einzeln oder in Gruppen stehen. Von der Gemeindefläche entfielen 1997 4 % auf Siedlungen, 45 % auf Wald und Gehölze, 50 % auf Landwirtschaft und etwas weniger als 1 % war unproduktives Land.
Zu Boveresse gehörten zahlreiche Hofsiedlungen und Einzelhöfe auf den Jurahöhen. Nachbargemeinden von Boveresse waren Saint-Sulpice, Fleurier, Môtiers, Couvet und La Brévine.

## Bevölkerung
Mit 392 Einwohnern (Ende 2007) gehörte Boveresse zu den kleinen Gemeinden des Kantons Neuenburg. Von den Bewohnern sind 93,9 % französischsprachig, 2,9 % italienischsprachig und 1,7 % deutschsprachig (Stand 2000). Nach 1900 (577 Einwohner) hat die Bevölkerung von Boveresse bis 1950 (388 Einwohner) deutlich abgenommen, seither pendelt die Bevölkerungszahl im Bereich zwischen 350 und 400 Einwohnern.

## Wirtschaft
Boveresse war bis ins 20. Jahrhundert ein hauptsächlich durch die Landwirtschaft geprägtes Dorf. Im Lauf des 19. Jahrhunderts siedelten sich im Dorf einige Betriebe in der Uhrenherstellung an. Ein wichtiger Erwerbszweig für die Bewohner von Boveresse war der Anbau der Absinthpflanze (Artemisia absinthium) für die Produktion von Absinth, die 1908 aufgrund einer Volksabstimmung verboten wurde. Eine Eishöhle im Gebiet von Montlési wurde um 1900 als Lagerplatz für Eis genutzt.
In den letzten Jahrzehnten hatte sich Boveresse zur Wohngemeinde entwickelt. Heute leben noch rund 40 % der Erwerbstätigen von der Landwirtschaft, insbesondere von Viehzucht, Milchwirtschaft und Futteranbau. Ausserhalb des primären Sektors gibt es Arbeitsplätze im lokalen Kleingewerbe. Viele Erwerbstätige sind aber Wegpendler, die in den grösseren Orten des Val de Travers und in Neuenburg arbeiten.

## Verkehr
Die ehemalige Gemeinde ist verkehrsmässig gut erschlossen. Sie liegt an der Hauptstrasse von Neuenburg über den Grenzübergang Les Verrières nach Pontarlier in Frankreich. Am 25. Juli 1860 wurde die Eisenbahnlinie von Auvernier nach Les Verrières mit einem Bahnhof in Boveresse eröffnet. Heute verkehren auf der Strecke Travers - Les Verrières allerdings keine Regionalzüge mehr. Das Dorf ist durch den Postautokurs von Couvet nach Les Verrières und teilweise weiter bis nach Pontarlier an das Netz des öffentlichen Verkehrs angebunden. Ein weiterer Kurs verkehrt auf der Strecke von Fleurier nach La Brévine.

## Geschichte
Die erste schriftliche Erwähnung des Ortes erfolgte 1266 unter dem Namen Boveressa, der auf das lateinische boveretum (Weideplatz für Rinder) zurückgeht. Boveresse gehörte bis zum 14. Jahrhundert zum Priorat Saint-Pierre in der Nachbargemeinde Môtiers, danach unterstand es bis 1848 der Kastlanei Val-de-Travers. Während dieser Zeit hatte die Grafschaft Neuenburg die Oberhoheit über das Gebiet inne. Seit 1648 war Neuenburg Fürstentum und ab 1707 durch Personalunion mit dem Königreich Preussen verbunden. 1806 wurde das Gebiet an Napoleon I. abgetreten und kam 1815 im Zuge des Wiener Kongresses an die Schweizerische Eidgenossenschaft, wobei die Könige von Preussen bis zum Neuenburgerhandel 1857 auch Fürsten von Neuenburg blieben.

## Sehenswürdigkeiten
Die Kapelle von Boveresse wurde 1768 errichtet, der Turm stammt von 1861. Im Ortskern sind einige charakteristische Bauern- und Bürgerhäuser aus dem 18. und 19. Jahrhundert erhalten, darunter das Maison des Chats der Familie Petitpierre.

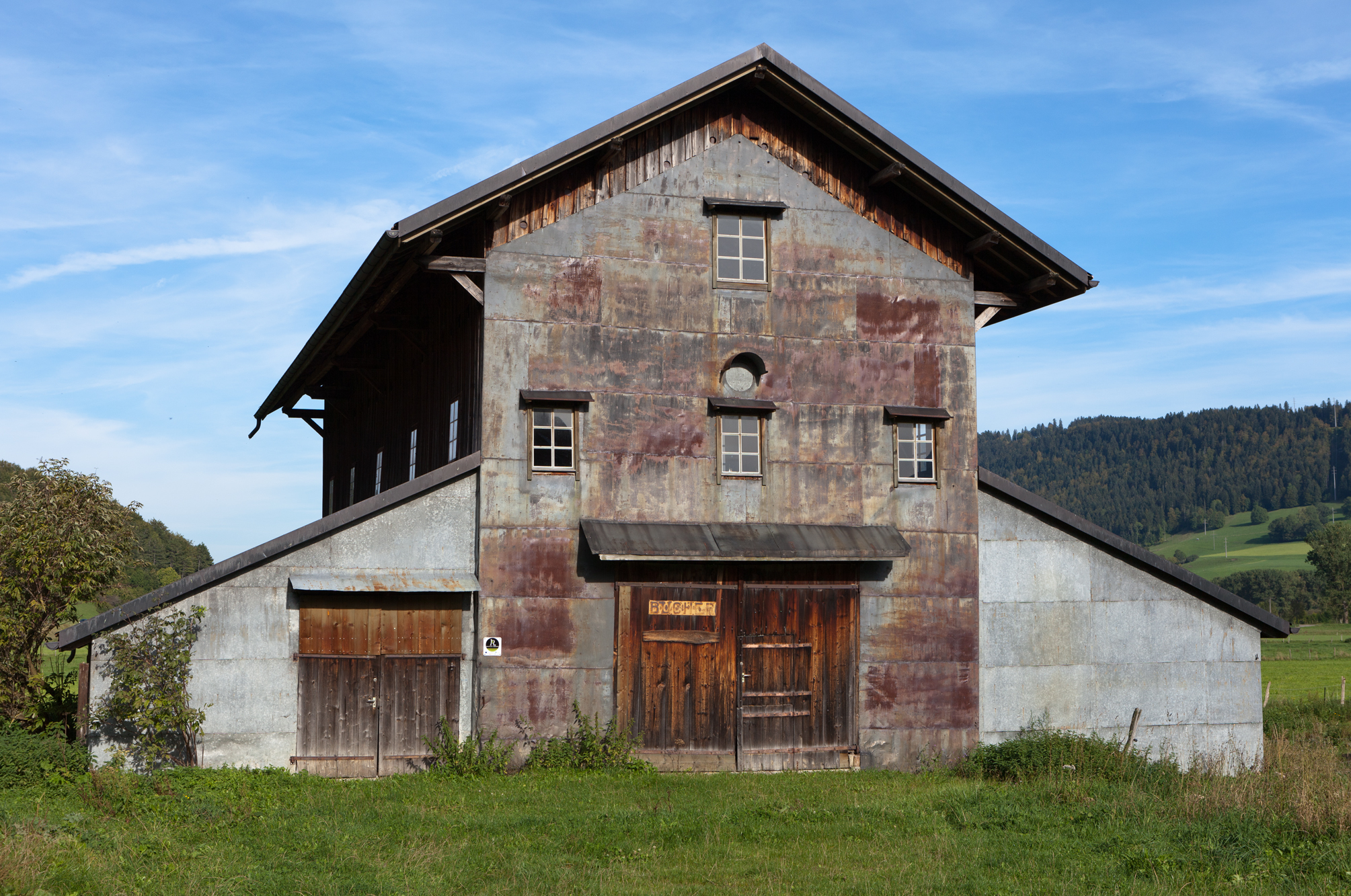
Séchoir (Kulturgüterschutz)
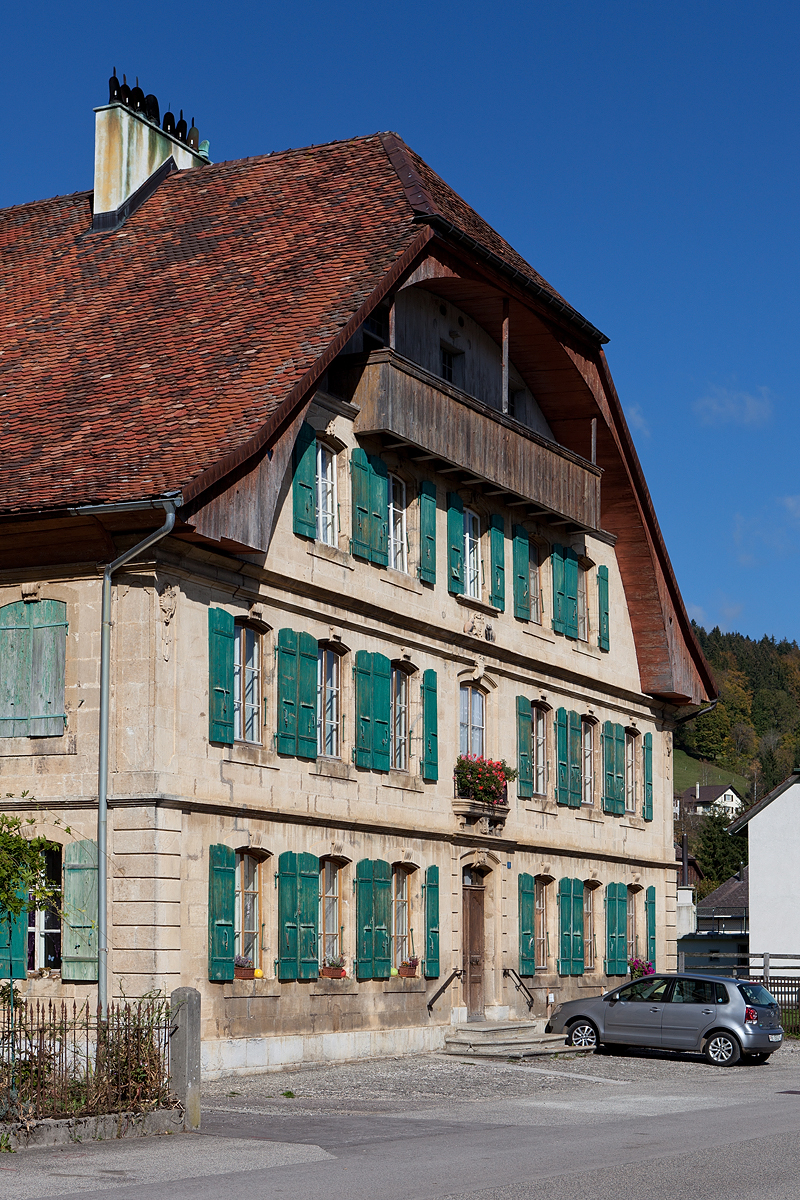
Maison des Chats (Kulturgüterschutz)